# Sheila Spenser Hooper
Sheila Spenser Hooper ( 1925) es una botánica inglesa, realizó más de setenta y ocho identificaciones y clasificaciones de nuevas especies, en su mayoría de la familia de las ciperáceas, publicado en Kew Bull.; Nordic J. Bot.; Hooker's Icon. Pl.; Adansonia sér. 2; Belg. J. Bot. realizó extensas expediciones botánicas a India, Tanzania, Kenia

## Algunas publicxaciones
- 1937. Cyperaceae from Tristan da Cunha. 9 pp.
- 1972. New taxa, names and combinations in Cyperaceae for the 'Flora of West Tropical Africa'. Vol. 26 de Kew Bull. 7 pp.

### Libros
- 1959. The Genus Dianthus in Central and South Africa. Hooker's icones plantarum. 58 pp.

- La abreviatura «S.S.Hooper» se emplea para indicar a Sheila Spenser Hooper como autoridad en la descripción y clasificación científica de los vegetales.[3]